# If I Ain’t Got You
If I Ain’t Got You ist eine Soul-Jazz-Ballade der US-amerikanischen Soul/R&B-Sängerin Alicia Keys aus ihrem zweiten Studioalbum The Diary of Alicia Keys aus dem Jahre 2003.

## Entstehung und Veröffentlichung
Alicia Keys arbeitete ganz allein an diesem Lied, schrieb es, produzierte es, nahm das Lied auf. Das zugehörige Musikvideo wurde unter der Regie von Diane Martel gedreht. Es wurde in Manhattan, New York City gedreht. Der Rapper Method Man spielt im Video Keys’ Freund.
Die Single wurde im Februar 2004 als zweite Single des Albums veröffentlicht und erreichte nach kurzer Zeit den vierten Platz der amerikanischen Billboard Hot 100. Es wurde Keys’ zweiter Nummer-eins-Hit in den R&B- und Hip-Hop-Charts, wo es sechs Wochen an der Spitze stand. Das Lied erreichte den dritten Platz in den amerikanischen Jahres-Charts 2004 und war die dritterfolgreichste Single des Jahres in den Vereinigten Staaten. Das Lied blieb insgesamt 40 Wochen in den Billboard Hot 100 und ist Keys’ am längsten dort befindliche Single; es war die erste Single einer weiblichen Künstlerin, die über ein Jahr in den Hot-R&B/Hip-Hop Charts blieb.
Das Lied gewann bei den Grammy Awards 2005 einen Grammy und war in zwei Kategorien nominiert.
Es gibt drei Remixversionen des Liedes, eine mit Usher, einen Radio Mix mit Kanye West und eine Spanischsprachige Version mit Arturo Sandoval, welches als Bonus-Lied auf The Diary of Alicia Keys enthalten ist.
Auf dem Coverbild zur Single sieht man Keys vor einem braunen Hintergrund. Man erkennt ihren Rücken, sie trägt kein Oberteil und auf dem Kopf trägt sie einen Turban. Das Coverbild ist eine Nachstellung von Man Rays Werk Le Violon d’Ingres aus dem Jahr 1924.

## Formate vonIf I Ain’t Got You
CD-Maxi
1. „If I Ain’t Got You“ – 3:48
2. „If I Ain’t Got You“ (piano and vocal version) – 3:52
3. „You Don’t Know My Name“ / „Will Yo“ (reggae mix) – 5:06

12"-Maxi
1. „If I Ain’t Got You“ (Sir Piers 'Curious' main extended)
2. „If I Ain’t Got You“ (Sir Piers 'Curious' 70’s dub)

## Kommerzieller Erfolg
Das Lied erreichte am 3. Juli 2004 den dritten Platz in den Billboard Hot 100. Es blieb insgesamt 40 Wochen in den US-Charts und ist Keys’ am längsten in den Charts stehende Single bis heute. In den Hot R&B/Hip-Hop Charts erreichte die Single am 1. Mai 2004 die Spitze der Charts und stand dort für sechs Wochen. Sie wurde die erste Single einer weiblichen Künstlerin, die über ein Jahr in den dortigen Charts blieb, insgesamt 56 Wochen. Die Single erreichte den neunten Platz in den US-Pop-Charts. Im Vereinigten Königreich erreichte die Single die Top-Twenty mit Platz 18.

### Chartplatzierungen
| ChartsChartplatzierungen       | Höchstplatzierung | Wochen |
| ------------------------------ | ----------------- | ------ |
| Deutschland (GfK)              | 81 (7 Wo.)        | 7      |
| Schweiz (IFPI)                 | 35 (5 Wo.)        | 5      |
| Vereinigte Staaten (Billboard) | 4 (40 Wo.)        | 40     |
| Vereinigtes Königreich (OCC)   | 18 (6 Wo.)        | 6      |

| ChartsJahrescharts (2004)      | Platzierung |
| ------------------------------ | ----------- |
| Vereinigte Staaten (Billboard) | 3           |

| ChartsJahrescharts (2000–2009) | Platzierung |
| ------------------------------ | ----------- |
| Vereinigte Staaten (Billboard) | 51          |

### Auszeichnungen für Musikverkäufe
| Land/Region                  | Auszeichnungen für Musikverkäufe (Land/Region, Auszeichnung, Verkäufe) | Verkäufe  |
| ---------------------------- | ---------------------------------------------------------------------- | --------- |
| Australien (ARIA)            | 4× Platin                                                              | 280.000   |
| Deutschland (BVMI)           | Gold                                                                   | 150.000   |
| Italien (FIMI)               | Platin                                                                 | 70.000    |
| Japan (RIAJ)                 | Gold                                                                   | 100.000   |
| Kanada (MC)                  | 4× Platin                                                              | 320.000   |
| Neuseeland (RMNZ)            | 4× Platin                                                              | 120.000   |
| Portugal (AFP)               | Platin                                                                 | 10.000    |
| Spanien (Promusicae)         | Platin                                                                 | 60.000    |
| Südkorea (KMCA)              | —                                                                      | 133.920   |
| Vereinigte Staaten (RIAA)    | 7× Platin (Digital) · + Gold (Mastertone)                              | 7.500.000 |
| Vereinigtes Königreich (BPI) | 2× Platin                                                              | 1.200.000 |
| Insgesamt                    | 3× Gold · 24× Platin ·                                                 | 9.943.920 |

Hauptartikel: Alicia Keys/Auszeichnungen für Musikverkäufe

### Auszeichnungen
- Grammy Awards
  - Best Female R&B Vocal Performance
- Billboard Music Awards
  - R&B/Hip-Hop Single of the Year
  - R&B/Hip-Hop Airplay Single of the Year
- MTV Video Music Awards
  - Best R&B Video
- ASCAP Rhythm & Soul Awards
  - Top R&B/Hip-Hop Song of the Year
- ASCAP Pop Awards
  - Most Performed Song
- NAACP Image Awards
  - Outstanding Music Video
  - Outstanding Song
- Soul Train Music Awards
  - Best R&B/Soul Single, Female
- Soul Train Lady of Soul Awards
  - Best R&B/Soul or Rap Song of the Year
- Vibe Awards
  - Best R&B Song